# Renault FR1
Il Renault FR1 è un autobus prodotto dal 1984 al 1997 dalla Renault VI.

## Progetto
L'FR1 nasce nei primi anni '80 per sostituire i precedenti CBM "Albatros".  Si trattò di un modello molto innovativo, il cui sviluppo coinvolse anche i tecnici della divisione automobilistica Renault. Per la prima volta si impiegò su un autobus la cataforesi, per proteggere la struttura autoportante. Venne infine curato il Cx, ridotto rispetto agli altri autobus allora in commercio.
Il Renault FR1 si è aggiudicato il premio International Bus & Coach of the Year nel 1991.

## Tecnica

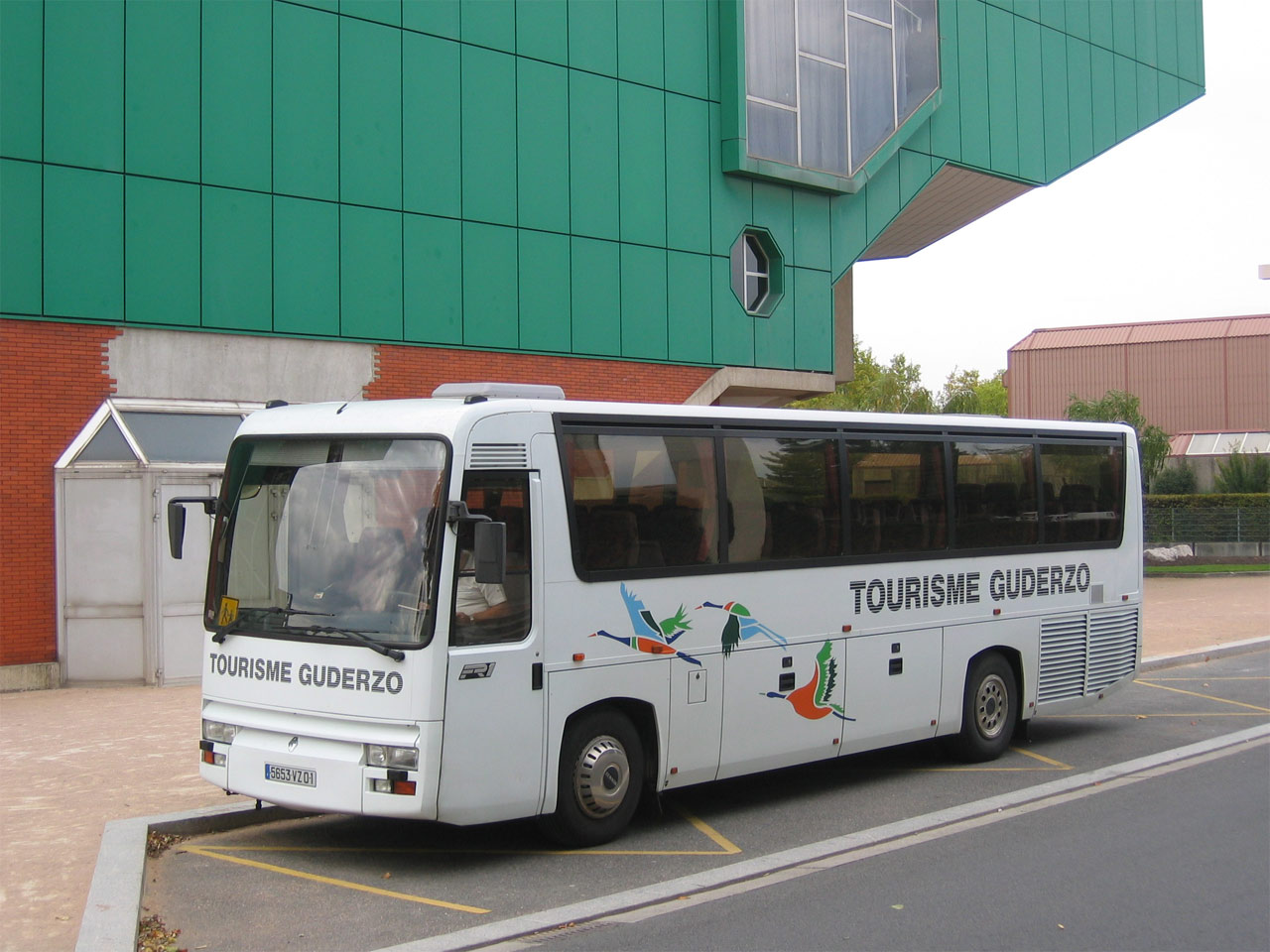
Renault FR1 T3

Fino al 1988 l'FR1 fu costruito sul telaio SFR110; a partire da quell'anno venne impiegato il nuovo telaio SFR112.
L'FR1 fu inizialmente equipaggiato con il 6 cilindri in linea "E6.335" da 11.000 cm³ sovralimentato con una potenza di 340 cv, successivamente si optò per il "MIDR 06.20.45 M" da 9834 cm³ turbo intercooler con analoga potenza ma con un significativo incremento di coppia. I cambi disponibili erano 2, l'automatico ZF "S6-150 C" a 7 rapporti ed il Renault "B9 A" a 9 marce.
Pregi dell'FR1 erano i consumi, la climatizzazione, un'ottima tenuta di strada e guidabilità mentre tra i difetti va messo lo scarso raggio di sterzata, la tara piuttosto elevata e l'utilizzo di troppa plastica nell'abitacolo.

## Versioni
Ecco un riepilogo delle versioni prodotte:

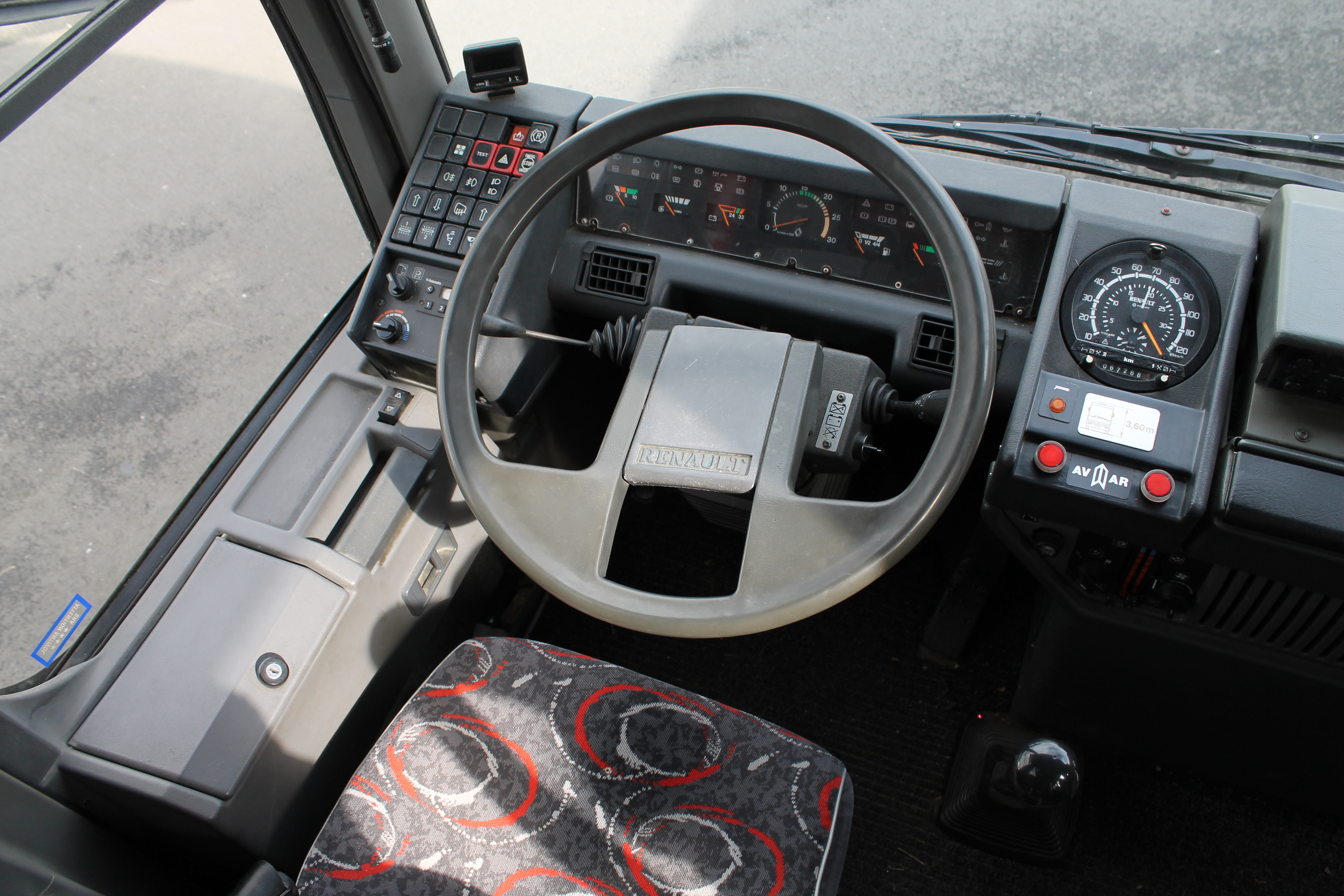
Cruscotto di un FR1 a cambio manuale

### FR1 12
- Lunghezza: 11,9 metri
- Allestimento: Interurbano, Gran Turismo
- Versioni: GT1, T1, E1
- Posti: da 50 a 55

### FR1 11
- Lunghezza: 11,3 metri
- Allestimento: Interurbano, Gran Turism
- Versioni: GT2, T2, E2
- Posti: da 46 a 51

### FR1 10
- Lunghezza: 10,6 metri
- Allestimento: Interurbano
- Versioni: T3
- Posti: 43

## Diffusione
In Francia, grazie alla forte versatilità e all'affidabilità, l'FR1 ha conosciuto un'ottima diffusione.
In Italia invece sono stati venduti pochi esemplari a cui si aggiungono altri esemplari realizzati sul telaio FR1 da carrozzieri italiani tra cui Barbi, Padane e Portesi ma sempre in serie molto ristrette. Padane in particolare fece un accordo con la casa francese per la costruzione di un veicolo della serie MX partendo dal telaio FR1 chiamato OPERA, acronimo di Officine Padane E Renault Autobus e che, essendo prodotto in "tiratura limitata", doveva rappresentare una versione più esclusiva rispetto al modello francese.